# Euprosthenopsis vuattouxi
Espèce
Euprosthenopsis vuattouxi est une espèce d'araignées aranéomorphes de la famille des Pisauridae.

## Distribution
Cette espèce se rencontre en Côte d'Ivoire et en Afrique du Sud.

## Description
La carapace du mâle holotype mesure 4,6 mm et la carapace de la femelle paratype 5,8 mm.

## Systématique et taxinomie
Cette espèce a été décrite par Blandin en 1977.

## Étymologie
Cette espèce est nommée en l'honneur de Roger Vuattoux.

## Publication originale
- Blandin, 1977 : « Études sur les Pisauridae africaines VII. Les espèces du genre Euprosthenopsis Blandin, 1974 (Araneae, Pisauridae, Pisaurinae). » Revue Zoologique Africaine, vol. 91, p. 137-146 (texte intégral).